# 布和布彦
布和布彦（？—1915年），籍贯不详，清末民初錫埒圖庫倫旗扎萨克喇嘛（锡勒图喇嘛）。 1915年在外蒙古被毒死。

## 生平
布和布彦是清末民初的锡勒图库伦旗扎萨克喇嘛，又称锡勒图喇嘛。锡勒图库伦旗（即今库伦旗）是清朝在蒙古地区设置的7个喇嘛部落之一（其他六个是喀尔喀的哲布尊丹巴呼图克图沙毕、额尔德尼班第达呼图克图沙毕、札雅班第达呼图克图沙毕、青苏珠克图诺们罕沙毕、那鲁班禅呼图克图沙毕，以及青海的察汗诺们罕旗），也是当时内蒙古唯一的喇嘛旗。喇嘛旗的地位与扎萨克旗同等，喇嘛旗的扎萨克喇嘛除负责军务外，还负责宗教事务及行政事务，实行政教合一。
清朝，库伦旗共有20多座寺庙，其中的兴源寺、象教寺、福缘寺号称库伦旗三大寺。兴源寺内无转世活佛，最高位喇嘛称锡勒图喇嘛，即锡勒图库伦旗扎萨克喇嘛，在清朝由理藩院任免。库伦旗因此又称“锡勒图库伦旗”。
1912年，哲里木盟科尔沁右翼前旗郡王乌泰发动东蒙古独立。锡勒图喇嘛布和布彦是该事件的主要策划者之一。民国元年（1912年）初，乌泰派科尔沁右翼前旗协理台吉诺庆额、王爷庙锡勒图喇嘛布和布彦、其美德包一达3人为特使，赴外蒙古晋见博克多汗，表示乌泰准备联合哲里木盟10个旗呼应外蒙古独立，加入大蒙古国，请求援助。博克多汗称“兵力武器，尽力援助”，并任命乌泰为“进攻中华民国第一路总司令”。同时，乌泰与哲里木盟各旗联络，准备首先发动哲里木盟独立，随后策动内蒙古各盟旗，最终使内蒙古归入大蒙古国。
乌泰正式宣布东蒙古独立时，锡勒图喇嘛布和布彦、科尔沁右翼前旗格根庙活佛，还有嘎西喇嘛等人均被封为各路统兵元帅，以“神佛保佑”等支持乌泰。 
俄国及大蒙古国策动内蒙古哲里木盟王公响应外蒙古独立，但遭到失败。此后，大蒙古国决定出兵进攻内蒙古。出兵前，在库伦召开了王公大臣会议，俄国前驻华公使廓索维慈、伊尔库茨克军区哥萨克骑兵队长葛布利克大尉等人与会。会议确定分三路进攻内蒙古：一路由松木彦、巴布扎布等人率外蒙古军队和地方武装七八千人，自锡林郭勒盟东北部、昭乌达盟的林西一线进攻内蒙古东南部及东北部；一路由那逊阿尔毕吉呼、达木丁苏隆率外蒙古军队四千多人，沿库张公路进攻内蒙古中部；一路由察克都尔扎布、海山、锡勒图喇嘛布和布彦、东西盟统帅班的达（即王德呢吗）等率外蒙古军队数千人，进攻内蒙古西部的中公旗（今内蒙古乌拉特中旗）、武川、四子王旗、陶林（今内蒙古察哈尔右翼中旗）等地。各路军队内均有俄国军官任军事顾问，进行指挥。1912年底，大蒙古国军队进入内蒙古，很快攻占了昭乌达盟北部及多伦、张家口以北，以及阴山北麓地区。
1916年外蒙古外务大臣巴林·车林多尔济曾对库伦大员陈箓称，“锡勒图喇嘛布和布彦是蒙古独立运动的首位发起人之一”。